# Липе (Любляна)
Липе (словен. Lipe) — поселення в общині Любляна, Осреднєсловенський регіон, Словенія. Висота над рівнем моря: 288,2 м.